# Autoridade Nacional da Aviação Civil
Die Autoridade Nacional da Aviação Civil (deutsch: Nationale Zivilluftfahrtbehörde), kurz ANAC, ist die auf Erlass Nr. 237/21 vom 23. September 2021 durch den angolanischen Staatspräsidenten João Lourenço geschaffenen neue Luftfahrtbehörde seines Landes. Sie ersetzte das bis mit Erlass Nr. 4/05 vom 19. Januar 2005 geschaffene Instituto Nacional da Aviação Civil (deutsch: Nationales Institut für Zivilluftfahrt), kurz INAVIC, welches wiederum das zuvor zuständige Direcção Nacional da Aviação Civil (DNAC) abgelöst hat.
Wie schon ihr Vorgänger, ist die ANAC eine öffentliche Institution mit eigener juristischer Persönlichkeit. Aufgabe und Zweck von ANAC ist die Überwachung aller Aspekte des zivilen Luftverkehrs in Angola. Die neue Behörde wurde gebildet, um die zivile Luftfahrt in Angola grundlegend zu reformieren und vor allem die Sicherheit zu erhöhen. Im November 2008 wurden sämtliche bei der angolanischen INAVIC zugelassenen Fluggesellschaften auf die EU-Flugsicherheitsliste gesetzt. Die EU-Kommission war bereits im Juli 2007 zur Überzeugung gekommen, dass die INAVIC nicht in der Lage sei, die Behebung von Sicherheitsmängeln bei unter ihrer Aufsicht stehenden Fluggesellschaften durchzusetzen und die Einhaltung internationaler Standards zu überwachen. Entsprechend gilt seither für angolanische Fluggesellschaften ein Betriebsverbot in der EU. Von dem Verbot ausgenommen ist lediglich die staatliche Fluggesellschaft TAAG Angola Airlines und der Charterdienst Heli Malongo, nachdem sie bei zwischenzeitlicher Überprüfung durch Sachverständige der Europäischen Agentur für Flugsicherheit (EASA) mit ihren Maßnahmen zur Einhaltung der internationalen Flugsicherheitsstandards überzeugen konnten.
Im Januar 2023 teilte das Verkehrsministerium des Landes mit, Angola habe bei einer Überprüfung seines nationalen Systems zur Flugüberwachung durch eine Delegation der Internationalen Zivilluftfahrtorganisation (ICAO) im Zeitraum November bis Dezember 2022 ein Ergebnis erzielt, das deutlich über dem regionalen Durchschnitt der anderen 24 Länder in der Region und nah am weltweiten Durchschnitt liegt.
Der Generaldirektor von INAVIC war bis Oktober 2018 Rui Paulo de Andrade Teles Carreira, dann wurde Gaspar Francisco dos Santos sein Nachfolger. Die Verantwortung für die neue ANAC übertrug Präsident João Lourenço im Mai 2022 an Amélia Kuvíngua.

## Weblink
- ANAC, offizielle Website